# Берліште
Берліште (рум. Berliște) — село у повіті Караш-Северін в Румунії. Адміністративний центр комуни Берліште.
Село розташоване на відстані 370 км на захід від Бухареста, 47 км на південний захід від Решиці, 87 км на південь від Тімішоари.

## Населення
За даними перепису населення 2002 року у селі проживали 410 осіб.
Національний склад населення села:
| Національність | Кількість осіб | Відсоток |
| -------------- | -------------- | -------- |
| румуни         | 338            | 82,4%    |
| цигани         | 63             | 15,4%    |
| серби          | 5              | 1,2%     |

Рідною мовою назвали:
| Мова      | Кількість осіб | Відсоток |
| --------- | -------------- | -------- |
| румунська | 340            | 82,9%    |
| циганська | 63             | 15,4%    |
| сербська  | 5              | 1,2%     |